# Heinrich Beisenherz
Heinrich Beisenherz (* 5. März 1891 in Dortmund; † 24. März 1977 in Wiesbaden) war ein deutscher Filmarchitekt und Maler.

## Leben
Der Sohn eines Tischlermeisters hatte nach seiner Ausbildung zum Kunstmaler im Bereich Kunstgewerbe und Dekorative Malerei gearbeitet, unterbrochen nur vom Militärdienst in den Jahren 1913 bis 1917.
1920 wechselte Beisenherz zur Filmbranche. Anfang der 1920er Jahre stattete er erstmals einige Filme aus, blieb aber weiterhin auch als Kunstmaler tätig. Dann wurde er von der ukrainischen Foto- und Kinoverwaltung (ВУФКУ) in die Sowjetunion eingeladen und arbeitete von 1926 bis 1928 in den Odessa Filmstudios unter dem russifizierten Namen Georgiy Bayzengerts (Ru: Георгий Байзенгерц). Zu Beginn der 1930er Jahre kehrte er zum deutschen Kinofilm zurück. Dort schuf er die Dekorationen zu Lustspielen von und mit Heinz Rühmann aber auch zu NS-Propagandastreifen wie Wunschkonzert und Spähtrupp Hallgarten. Zwischen 1939 und 1945 sowie 1952 arbeitete er regelmäßig mit dem Kollegen Alfred Bütow zusammen.
Beisenherz’ Nachkriegs-Œuvre ist nahezu bedeutungslos.

## Filmografie
- 1922: Der Absturz
- 1923: Die Liebe einer Königin
- 1923: Das Geheimnis von Brinkenhof
- 1924: Garragan
- 1928: Prodannij Appetit
- 1932: Spuk am Rhein (Kurztrickfilm, auch Co-Regie)
- 1933: Nordpol – Ahoi!
- 1933: Anna und Elisabeth
- 1935: Lady Windermeres Fächer
- 1938: Steputat & Co.
- 1938: In geheimer Mission
- 1939: Ehe in Dosen
- 1939: Dein Leben gehört mir
- 1939: Hurra! Ich bin Papa!
- 1940: Lauter Liebe
- 1940: Die lustigen Vagabunden
- 1940: Wunschkonzert
- 1940: Spähtrupp Hallgarten
- 1941: Frau Luna
- 1941: Was geschah in dieser Nacht ?
- 1942: Maske in Blau
- 1942: Karneval der Liebe
- 1943: Die beiden Schwestern
- 1943: Die Affäre Roedern
- 1944/48: Eine reizende Familie
- 1944/51: Zwischen Herz und Gewissen
- 1945: Heidesommer (unvollendet)
- 1946: Freies Land
- 1948: Schuld allein ist der Wein
- 1949: Der Bagnosträfling
- 1949: Das Geheimnis des Hohen Falken
- 1950: König für eine Nacht
- 1952: Die Diebin von Bagdad
- 1952: Fritz und Friederike
- 1952: Ich hab’ mein Herz in Heidelberg verloren
- 1954: Rosen-Resli
- 1954: Der schweigende Engel
- 1955: Der dunkle Stern
- 1960: Jenseits des Rheins (Le passage du Rhin)